# Goa
Goa (गोवा în devanagari) este cel mai mic stat al Indiei după suprafață cu 3702 km2 și al patrulea cel mai mic după populație cu 1.458.545 locuitori. Este cel mai bogat stat a țării în funcție de PIB pe cap de locuitori. Goa este situată pe coasta de vest a Indiei, într-o regiune cunoscută sub numele de Konkan, separată de platoul Dekkan din interiorul țării de Gații de Vest. Statele vecine sunt Maharashtra la nord și Karnataka la est și sud. Statul are ieșire la Marea Arabiei la vest. Capitala statului este Panaji, deși cel mai mare oraș este Vasco da Gama. Goa a fost colonizată de portughezi în secolul al XVI-lea, când misionarii au convertit mai mulți localnici la creștinism. Colonia portugheză a durat aproximativ 450 de ani și a fost anexată de India în 1961.
Statul indian Goa este cunoscut pe plan internațional pentru plajele sale și este vizitat în fiecare an de sute de mii de turiști indieni și străini. În afară de plaje, Goa este renumit pentru arhitectura sa care face parte din patrimoniul mondial UNESCO, mai ales Basílica do Bom Jésus. În această biserică se păstrează osemintele misionarului Francisco de Xavier.

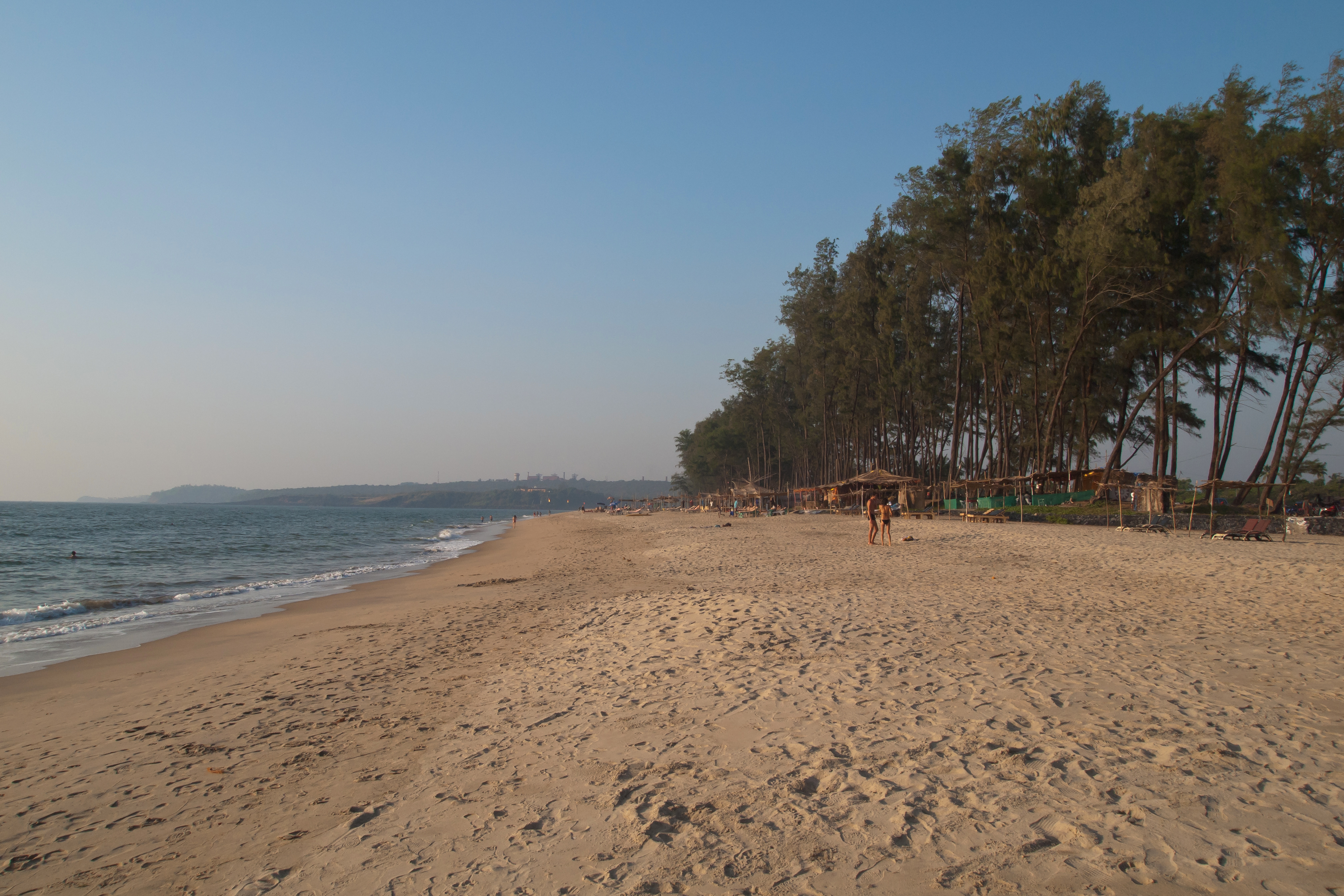
Plajă lângă Querim

De asemenea, Goa are o floră și faună bogată.

## Nume
Originile precise ale numelui Goa nu sunt clare. Eposul indian Mahabharata se referă la zona numită acum Goa cu numele Goparashtra sau Govarashtra. În textele sanscrite este folosit numele Gapakapattana.

## Economie
Goa este cel mai bogat stat din India, cu un produs intern brut pe cap de locuitor cu 150% mai ridicat decât media țării. De asemenea, Goa are printre cele mai rapide ritmuri de creștere economică din India, media creșterii PIB fiind de 8,23% între 1990 și 2000.
Sectorul economic principal este turismul – 12% dintre toți turiștii străini care vin în India aterizează în Goa. Activitatea turistică este concentrată în principal în zonele de pe litoral. Un alt sector economic important este industria extractivă, deoarece în centrul statului Goa au fost descoperite zăcăminte de fier, mangan, siliciu și alte minerale. Agricultura, cu o pondere tot mai mică în cadrul economiei statului, rămâne și ea un sector important fiindcă o proporție semnificativă a populației este constituită din agricultori.

## Demografie
Limbă oficială este limba indo-ariană konkani vorbită de 66,11% dintre locuitori. Majoritatea populației profesează hinduismul (66,08%), iar un sfert (25,1%) sunt creștini.